# هولي روبنسون بيتي
هولي روبنسون بيتي (بالإنجليزية: Holly Robinson Peete)‏ هي ممثلة أمريكية، ولدت في 18 سبتمبر 1964 بفيلادلفيا في الولايات المتحدة.

## أعمال

### أفلام
- (2012) 21 شارع جامب

## وصلات خارجية
- هولي روبنسون بيتي على موقع IMDb (الإنجليزية)
- هولي روبنسون بيتي على موقع ألو سيني (الفرنسية)
- هولي روبنسون بيتي على موقع ألو سيني (الفرنسية)
- هولي روبنسون بيتي على موقع ميوزك برينز (الإنجليزية)
- هولي روبنسون بيتي على موقع تيرنر كلاسيك موفيز (الإنجليزية)
- هولي روبنسون بيتي على موقع أول موفي (الإنجليزية)
- هولي روبنسون بيتي على موقع قاعدة بيانات الأفلام السويدية (السويدية)
- هولي روبنسون بيتي على موقع إن إن دي بي (الإنجليزية)
- هولي روبنسون بيتي على موقع ديسكوغز (الإنجليزية)
- هولي روبنسون بيتي على موقع قاعدة بيانات الفيلم (الإنجليزية)